# Bare: Eine Pop-Oper
Bare, auch bekannt als Bare: Eine Pop-Oper (engl. Bare: A Pop Opera), ist ein Rock-Pop-Musical, geschrieben von Jon Hartmere (Text) und Damon Intrabartolo (Musik). Die Geschichte konzentriert sich auf zwei homosexuelle High-School-Schüler und ihre Probleme an ihrem katholischen Internat.

## Produktionen
Das Musical erlebte seine Uraufführung im Hudson Theatre in Los Angeles, Californien, wo es von Oktober 2000 bis zum 25. Februar 2001 gespielt wurde. Die New Yorker Produktion von Bare im American Theatre of Actors des Off-Broadway lief vom 19. April bis zum 27. Mai 2004. Sowohl die Los-Angeles- als auch die New Yorker Produktion wurden von Kristin Hanggi geleitet.
Seine kanadische Premiere hatte Bare im Sommer 2009 im Hart House Theatre, Toronto und wurde von WatersEdge Productions Inc. produziert. In Sydney hatte Bare seine Premiere im September 2010 im New Theatre als Teil des Sydney Fringe Festivals.
Ebenfalls wurde Bare 2009 auf den Philippinen von der Ateneo de Manila University aufgeführt, bei der der Erstdurchlauf von der Studenten-Musical-Theater-Organisation Blue Repertory organisiert wurde.
Eine neue Produktion der Originalversion wurde wieder in Los Angeles aufgeführt, dieses Mal im Hayworth Theatre. Es wurde am 6. September 2013 veröffentlicht und von Topher Rhys und Jamie Lee Barnard für glory|struck Production produziert. Weiter Beteiligte waren Calvin Remsberg (Regie), Jen Oundjian (Choreographie) und Elmo Zapp (Musik).
Am 20. Juni 2015 hatte Bare seine walisische Premiere in Cardiff im YMCA Cardiff Theatre von Penny Productions, geleitet von Jay Coleman und der musikalischen Leitung von Connor Fogel. In dieser Amateurproduktion spielten in den Hauptrollen Glen Jordan als Peter, Scott Jenkins als Jason, Emily John als Ivy, Alice Urrutia als Nadia, Alex Reynolds als Schwester Chantelle und Phil Paisey als Priester.
Am 18. Februar 2016 fand die irische Erstaufführung Bare in Cork an der C.I.T Cork School of Music statt. In den Hauptrollen waren Michael Greene als Jason, Conor o' Boyle als Peter, Muirgean o' Mahony als Ivy, Tara Downes als Nadia und Luke Farell als Matt zu erleben. Die Show sicherte sich mehrere A.I.M.S-Nominationen und die höchste musiktheatralische Auszeichnung des Landes, einschließlich der Preise für den besten männlichen Sänger für Greenes Darstellung des Jason, die beste musikalische Leitung für Michael Young, das beste Ensemble und die beste Inszenierung.
Am 6. Juli 2017 hatte Bare seine Premiere in Brighton, einer etablierten LGBT-Adresse mit dem Spitznamen „inoffizielle homosexuelle Hauptstadt des Vereinigten Königreichs“ ("unofficial gay capital of the UK"). Von Brief Hiatus produziert, wurde diese Produktion von Conor Baum geleitet und von Sarah-Leanne Humphreys choreographiert und erhielt große Würdigung.
In Deutschland feiert Bare seine Erstaufführung mit deutschen Texten am 29. September 2018 in Stegaurach bei Bamberg. Aufgeführt wird es von 'Die Künstlerwerkstatt e.V.', einem seit 2004 bestehenden Theater- und Musicalverein, der mit Bare seine erste Deutschlandpremiere im Musicalbereich feiert. Eine weitere Produktion fand im November 2018 in Darmstadt statt, aufgeführt vom Musical-Chor der Studentenverbindung "musische gruppe auerbach".
Die neueste deutsche Aufführung findet Mitte Juni 2023 in Aachen statt. Der gemeinnützige Verein "Floodlight Musicals e.V." bringt Bare in der 100’5 Arena auf die Bühne.

## Übersicht

### Akt I
Am Dreikönigstag wird im Internat St. Cecilia eine Messe abgehalten, um die aus den Weihnachtsferien zurückgekehrten Studenten zu begrüßen. Peter, an diesem Tag Messdiener, wird während der Predigt von seiner Müdigkeit übermannt und verfällt in einen Albtraum, in dem er von seiner Mutter und seinen Klassenkameraden als homosexuell geoutet wird. (=> Epiphany) Auf dem anschließenden Weg zum Unterricht trifft Peter seinen Mitbewohner und Liebhaber Jason, der sich bemüht, Peters Unmut über ihre heimlich geführte Beziehung abzufangen. Peter bittet Jason, für das Theaterstück „Romeo und Julia“ der TheaterAG vorzusprechen, damit sie häufiger zusammen sein können, doch Jason lehnt dies ab (=> You & I). Aufgrund Jasons ablehnenden Verhaltens und der dauernden Flirtversuche der Mädchen drängen sich Peter Fragen zur Liebe der beiden auf. (=> Role of a lifetime)
Beim Vorsprechen am selben Nachmittag taucht zu Peters großer Überraschung doch noch Jason auf, der sich, wie auch Matt, einer der Mitstudenten, auf die Rolle des Romeo bewirbt. Jasons Zwillingsschwester Nadia spricht als Julia vor und steht damit in Konkurrenz zu ihrer ehemals besten Freundin und jetzt ungeliebten Mitbewohnerin Ivy. Schwester Chantelle besetzt letztlich Jason und Ivy als Romeo und Julia, Peter spielt Mercutio, Matt den Tybalt und Nadia wieder einmal nur die Amme. Eine Besetzung, die der Realität in mancherlei Hinsicht erschreckend nah kommen wird. (=> Auditions) Enttäuscht vom wiederkehrenden Ergebnis des Vorsprechens äußert Nadia ihrem Bruder gegenüber ihren Unmut darüber, dass sie in der Familie und bei Freunden scheinbar immer nur an zweiter Stelle zu stehen scheint. (=> Plane Jane fat ass)
Der amtierende Partyhengst Lucas überredet seine Mitschüler, mit zu einem Rave zu kommen, und macht sie als weißer Aushilfsrapper mit zwei Drogen bekannt: K und Liquid X. (=> Wonderland) Am Abend des Raves entscheidet sich Nadia dazu, doch alleine zu Hause zu bleiben, nachdem sie Ivys Outfit und Matts Reaktion darauf gesehen hat. (=> A quiet night at home) Ivy macht Matt auf dem Rave unnötig Hoffnungen, während Peter immer enger mit Jason tanzt. Als Peter es auf einen Kuss vor aller Augen anlegt, zerrt Jason ihn nach draußen. (=> Rolling) Dort sprechen sie über die Art ihrer Beziehung, in der sich Peter mehr Offenheit wünscht und Jason darauf besteht, dass das gemeinsame Leben weiter im Geheimen geführt wird. Schließlich küssen sich die beiden, zwar nicht vor aller Augen, aber – ohne dass sie es bemerken – beobachtet von Matt. (=> Best kept secret)
Am darauffolgenden Morgen versammeln sich die heftig mitgenommenen Studenten zur am meist gehassten „Schulstunde“ in St. Cecilia, der Beichte. Peter würde dem Priester zu gerne gestehen, was er fühlt, und Matt steht kurz davor zu sagen, was er am Abend gesehen hat (=> Confession). Während der Pause witzelt Nadia über Ivys Freizügigkeit, was Ivy dazu bringt, über das Image, das ihr bei den Studenten anhängt, nachzudenken. (=> Portrait of a girl)
Die kleine Geburtstagsfeier, mit der Matt Ivy imponieren wollte, wird von Nadia zu einer großen Fete umfunktioniert. Peter stopft sich nichtsahnend mit Haschbrownies voll und beginnt so, wie auch die angetrunkene Ivy, ungehemmt mit Jason zu flirten. Jason sieht in Ivy die Chance, seine Fassade nach außen zu wahren und geht darauf ein, woraufhin Peter die Party verlässt. Ivy ignoriert Matts Avancen, um sich ganz und gar Jason zuzuwenden, und Matt verlässt ebenfalls die Fete. (=> Birthday, bitch!) Ivy wünscht sich von Jason einen Geburtstagskuss, den er ihr zögerlich gewährt. (=> One kiss) Matt und Peter finden sich in der Kirche wieder, wo sie Gott um Antworten bitten. Peter, immer noch high von den Brownies, gesteht Matt schließlich ins Ohr flüsternd die Beziehung mit Jason, woraufhin Matt sich zügig verabschiedet. Wieder allein begreift Peter, was er gerade getan hat. (=> Are you there?) In seinem Zustand erscheint ihm die Gottesmutter Maria – in Gestalt von Schwester Chantelle und in Begleitung von zwei Engeln – und weist ihn zurecht, dass es jetzt an der Zeit sei, seiner Mutter sein Geheimnis zu offenbaren. (=> 911! Emergency!)
Auf der Probe am nächsten Tag entwickelt sich aus einer Kampfszene von Romeo und Tybalt eine Rangelei zwischen Jason und Matt, bei der Matt Jason als Schwuchtel beschimpft und die Probe dann jäh unterbrochen werden muss. Peter berichtet im Anschluss Jason von seiner „Vision“ und wünscht sich, dass Jason ihn in den Osterferien mit zu sich nach Hause begleitet, damit er seiner Mutter von ihrer Liebe erzählen kann. (=> Reputation stain’d) Das ist zu viel für Jason und er sagt sich von Peter los. (=> Ever after) Während die Studenten packen, um die Osterferien zu Hause zu verbringen, singt Nadia eine selbstgeschriebene, satirische Ode an den Frühling. (=> Spring) Ivy verschwindet aus dem gemeinsamen Zimmer mit Nadia und klopft bei Jason an. Sie will sich bei Jason dafür entschuldigen, dass sie sich bei ihrer Party an ihn heran gemacht hat. Als Jason vorgibt, sie gerne geküsst zu haben, verlangt sie nach mehr. Er gibt Ivys Verlangen nach und in (=> One) wird deutlich: Peter vermisst Jason, Matt sehnt sich nach Ivy, Nadia buhlt um Matts Aufmerksamkeit und Jason hat Sex mit Ivy – in der Hoffnung, dass es das ist, was er zu tun hat...

### Akt II
Peter träumt erneut: Zunächst davon, seine Beziehung zu Jason mit einer glanzvollen Schwulenhochzeit offiziell zu machen, bis der Traum in einen Alptraum umschlägt, in dem Jason und Ivy miteinander verheiratet werden. (=> Wedding bells)
Nach den Ferien zeigt sich, dass Peters Verhältnis zu Jason merklich abgekühlt ist. Wie üblich wird die Rangliste der Ergebnisse aller Studenten bekannt gegeben und Jason hat abermals Matt (nicht willentlich) übertroffen. (=> In the hallway) Ivy fragt Jason, warum er sie nicht angerufen habe und versichert ihm, sie sei zum ersten Mal ehrlich verliebt. Jason erkennt, dass Ivy genau jene Gefühle beschreibt, die er für Peter empfindet und macht reinen Tisch mit ihr. (=> Touch my soul) Peter fasst sich ein Herz und ruft seine Mutter an, um ihr endlich sein Geheimnis zu offenbaren. Sie aber verhindert, dass er es ausspricht, indem sie ständig das Thema wechselt und letztlich auflegt. (=> See me) Doch Claire weiß genau, was er ihr sagen wollte und fragt sich, wie sie mit dem umgehen soll, was für sie so gänzlich verstörend, ja eine markerschütternde „Entdeckung“ ist. (=> Warning)
Ivy bleibt scheinbar krank den Proben fern und eines Tages springt Peter als Julia ein, weil die eigentliche Zweitbesetzung noch immer nicht ihren Text kann. Als er mit Jason tanzt, scheint für einen Augenblick alles vollkommen zu sein. Der Zauber wird gebrochen, als plötzlich Ivy auftaucht und Schwester Chantelle daraufhin die Probe abbricht und den Studenten erklärt, sie mögen ab jetzt alleine weiterproben, da sie mit alldem fertig sei. (=> Pilgrim‘s hands) Als die Probe beendet ist, wird Peter von Schwester Chantelle aufgehalten. Sie weiß, was in ihm vorgeht und erklärt ihm, dass er ganz exakt so sei, wie Gott ihn gewollt habe. (=> God don’t make no trash) Nadia will, wieder im gemeinsamen Zimmer angekommen, von Ivy wissen, warum sie die Proben schwänzt. Es kommt zum Streit zwischen den beiden und Ivy bekennt den wahren Grund für ihr Fernbleiben: Sie ist schwanger von Jason. (=> All grown up) Ivy trifft Jason in der Aula, wo er seine Abschiedsrede einstudiert, um ihm die Neuigkeit mitzuteilen. Schwer getroffen fragt er sich, ob es vielleicht das ist, was er sich die ganze Zeit gewünscht hat. Ivy beschwört ihn, dass er sie möglicherweise eines Tages so lieben könne, wie sie ihn liebe. In diesem Moment enthüllt Matt die Beziehung zwischen Jason und Peter. Peter erscheint, gefolgt von Nadia und es kommt zu einer hitzigen Debatte, die von der gesamten Theatergruppe mit angehört wird. (=> Promise)
Von allen verlassen stellt sich Jason die Frage, die ihn seit Jahren quält: Liebt Gott mich trotz allem? (=> Once upon a time) In seiner Beichte wendet er sich mit genau dieser Frage an den Priester, erfleht eine Antwort und wird letzten Endes von ihm verurteilt. (=> Cross) Als die Studenten sich für die Vorstellung einsingen, verteilt Lucas die Drogenbestellungen für die Premierenfeier. Jason nimmt Peter zur Seite, um ihm vorzuschlagen, einfach mit ihm davon zu laufen. Peter sagt ihm, dass sie lange genug davongelaufen seien und Jason wird klar, dass dies das Ende ist. Nadia zeigt sich gegenüber Ivy verständnisvoll und Matt entschuldigt sich bei Peter für sein Fehlverhalten. Kurz bevor der Vorhang sich hebt, nimmt Jason eine Überdosis Liquid X. (=> Two households) Als alle ihre Anfangspositionen aufsuchen, zieht Jason Peter zu sich, um ihm zu sagen, wie sehr er ihn liebt. Sie geben sich einen letzten Kuss und das Stück beginnt. (=> Bare) Im Laufe der Vorstellung wird Jason immer benommener und fängt schließlich an zu halluzinieren, als Mercutio seine fantastische Rede auf Queen Mab, die Hebamme der Elfen, hält. Es folgt die Szene des Maskenballs, in der die Spieler in einem Fort die Tanzpartner tauschen und Jason bricht zusammen, als er nach Peters Hand greift. (=> Queen Mab) Jason stirbt in Peters Armen. (=> A glooming peace)
Im Beichtstuhl konfrontiert Peter den Priester mit Jasons letzter Beichte und dem todbringenden Ratschlag, den er ihm darin gegeben hat. Der Priester bittet Peter um Vergebung, die er ihm gewährt. (=> Absolution) Bei der Abschlussfeier kämpfen Nadia, Ivy, Matt und Peter mit der Akzeptanz von Jasons Tod. Sie versuchen, ihn zu begreifen und fragen sich, ob sie ihn hätten verhindern können. Deutlicher denn je sehen die Absolventen, dass sie nach Erhalt ihrer Diplome in eine Welt entlassen werden, die mehr Fragen als Antworten zu enthalten scheint. (=> No voice)

## Bare: A Pop Opera

### Musical Nummern
| Akt I - Epiphany – Ensemble - You & I – Jason, Peter und Schüler - Role of a Lifetime – Peter - Auditions – Schwester Chantelle & Schüler - Plain Jane Fat Ass * – Nadia & Jason - Wonderland – Lucas & Schüler - A Quiet Night at Home – Nadia - Rolling – Peter, Jason, Matt und Lucas - Best Kept Secret – Jason & Peter - Confession – Priester & Schüler - Portrait of a Girl – Ivy & Matt - Birthday, Bitch! – Schüler - One Kiss – Ivy & Jason - Are You There? – Matt & Peter - 911! Emergency! – Jungfrau Maria & Engel - Reputation Stain'd – Schüler - Ever After – Peter & Jason - Spring – Nadia - One – Ivy, Jason, Nadia, Matt und Peter | Akt II - Wedding Bells – Ensemble - In The Hallway – Schüler - Touch My Soul – Ivy & Jason - See Me – Peter & Claire - Warning – Claire - Pilgrim's Hands – Jason, Peter und Schüler - God Don't Make No Trash – Schwester Chantelle - All Grown Up – Ivy - Promise – Jason, Ivy, Matt, Peter und Nadia - Once Upon a Time – Jason - Cross – Jason & Priester - Two Households – Schüler - Bare – Jason & Peter - Queen Mab – Peter - A Glooming Peace – Schüler - Absolution – Peter - No Voice – Ensemble |

* Ersetzt durch "Love, Dad" in der 2004 Off-Broadway Produktion.

### Album
Eine CD mit elf Liedern mit der New-York-Besetzung 2004 wurde während der letzten Aufführung des Off-Broadway-Durchlaufes jedem Ticketkäufer angeboten. Das komplette Studio-Album von Bare, produziert von Deborah Lurie und Casey Stone, wurde am 30. Oktober 2007 als 3-Disc-CD mit DVD-Set veröffentlicht. Das Album kann u. a. auf Amazon.com gekauft werden. Der erneute Aufschwung 2012–2013 wird als Cast Album veröffentlicht.

### Interessenvertretung & Stärke
Die Beliebtheit und Stärke von Bare entstammt seine Ehrlichkeit. Es findet im Publikum Widerhall, indem es sich ehrlich mit den geläufigen Komplexitäten von Teenagern beschäftigt. Es inspiriert die Jugend, indem es die Fähigkeit zeigt, sich von religiösen, bildenden und familiären Anstalten zu befreien, welche uns zur Bestätigung zwingen und dazu bringen können, uns hinter einer Maske zu verstecken, statt uns ein freies und vollfülltes Leben leben zu lassen.
Bare ist ein bedeutendes Stück innerhalb der Geschichte eines homosexuellen Theaters. Es nutzt eine Gemeinschaft sowohl homosexueller als auch heterosexueller Leuten, um das Nackte, das Entblößte ("bare") menschlicher Probleme zu zeigen, welchen jeder einzelne gegenübersteht, anstatt die Sexualität an die Spitze der Probleme zu stellen. Die Wahrscheinlichkeit, dass LGBT-Jugendliche Suizid begehen, ist dreimal höher, als für ihre heterosexuellen Altersgenossen, und das nicht wegen ihrer Sexualität, sondern wegen der Belästigung, Diskriminierung und des Stresses, den sie vom antischwulen Stigma erhalten.
Die Produzenten nahmen die bereits starke Botschaft an die LGBTQ-Jugend, welche das Musical selbst vermittelt, zum Anlass, mit Unternehmen zu kooperieren, die diese LGBTQ-Gleichheit unterstützen, eingeschlossen The Tyler Clementi Foundation, Athlete Ally, Human Rights Campaign und Faith in America.
Sie organisierten eine Reihe von TalkOUTs, Diskussionsrunden nach den Aufführungen, bei denen jeweils eine der bereits genannten Einrichtungen im Fokus stand. Die TalkOUTs schlossen Repräsentanten von Matthew Shepard Foundation, der Gay & Lesbian Victory Fund, GLAAD (Gay and Lesbian Alliance Against Defamation), Empire State Pride Agenda, die Point Foundation und Rabbi Michael Mellen, einen vorherigen Direktor von NFTY, zusammen mit den Produzenten, dem Inszenierungsteam und den Darstellern. Die Produzenten, das Inszenierungsteam und die Darsteller zeigten ebenfalls Unterstützung für die NOH8 Campaign.

## Geplante Filmadaption
Am 2. Januar 2018 wurde angekündigt, dass Kristin Hanggi, welche die Originalproduktionen in Los Angeles und New York geleitet hatte, das Musical zu einem Drehbuch verarbeiten wolle und plane, dies in einen Film umzusetzen. Die Tony-nominierten Produzenten Hillary Butorac Weever und Janet Billig Rich (Rock of Ages) werden den Film produzieren. Am selben Tag wurden Fans der alten und neuen Show nach einminütigen selbstaufgenommenen Videozeugnissen ihrer persönlichen Erfahrungen mit der Show und Story gefragt. Diese Aufnahmen werden als Werbematerial für den Film genutzt. Seit August 2018 wurde nichts Weiteres dieser Produktion bekanntgegeben, weshalb bei vielen Fans die Frage aufkommt, ob es noch immer zu einem Film kommen wird.